# Spodnje Jelenje
Spodnje Jelenje – wieś w Słowenii, w gminie Litija. W 2018 roku liczyła 28 mieszkańców.